# One from the Vault
Albums de Grateful Dead
Without a Net
(1990) Infrared Roses
(1991)
One from the Vault est un album live du Grateful Dead sorti en 1991.
Ce double album reprend l'intégralité du concert donné le 13 août 1975 au Great American Music Hall de San Francisco. Il comprend notamment la première interprétation de l'album Blues for Allah, sorti la même année, dans son intégralité.

## Titres
| 1.  | Introduction par Bill Graham |                                 | 0:46  |
| 2.  | Help on the Way              | Jerry Garcia, Robert Hunter     | 3:32  |
| 3.  | Slipknot!                    | Garcia, Bob Weir, Phil Lesh     | 4:20  |
| 4.  | Franklin's Tower             | Garcia, Bill Kreutzmann, Hunter | 7:20  |
| 5.  | The Music Never Stopped      | Weir, John Perry Barlow         | 5:49  |
| 6.  | It Must Have Been the Roses  | Hunter                          | 5:35  |
| 7.  | Eyes of the World            | Garcia, Hunter                  | 11:32 |
| 8.  | Drums                        | Mickey Hart, Kreutzmann         | 3:00  |
| 9.  | King Solomon's Marbles       | Lesh                            | 6:36  |
| 10. | Around and Around            | Chuck Berry                     | 5:59  |

| 1. | Sugaree                                        | Garcia, Hunter   | 8:16  |
| 2. | Big River                                      | Johnny Cash      | 5:12  |
| 3. | Crazy Fingers                                  | Garcia, Hunter   | 11:08 |
| 4. | The Other One                                  | Weir, Kreutzmann | 7:33  |
| 5. | Sage and Spirit                                | Weir             | 3:24  |
| 6. | Goin' Down the Road Feeling Bad (traditionnel) |                  | 7:33  |
| 7. | U.S. Blues                                     | Garcia, Hunter   | 6:13  |
| 8. | Blues for Allah                                | Garcia, Hunter   | 21:05 |

## Musiciens
- Jerry Garcia : guitare, chant
- Donna Jean Godchaux : chant
- Keith Godchaux : piano, claviers, chant
- Mickey Hart : batterie, percussions
- Bill Kreutzmann : batterie, percussions
- Phil Lesh : basse, chant
- Bob Weir : guitare, chant